# Palacio de los Carreño-Alas
El palacio de los Carreño-Alas está situado en Sebades, parroquia de Logrezana en el concejo asturiano de Carreño.

## Historia
La fundación del palacio tal como lo conocemos se sitúa en el siglo XVI si bien conserva una puerta del siglo XII y otra del siglo XIV. El palacio perteneciente a la importante familia de los Carreño que dieron nombre al concejo fue el lugar de nacimiento del importante pintor asturiano Juan Carreño de Miranda.

## Descripción
Palacio de dos plantas que tuvo torre anexa hoy desaparecida.
El conjunto se completa con la capilla de Nuestra Señora de la O fundada en el siglo XVI.
El palacio estuvo hasta hace poco en estado de ruina si bien ha sido restaurado para convertirlo en hotel rural